# Cryptolabis brachyphallus
Cryptolabis brachyphallus är en tvåvingeart som beskrevs av Alexander 1950. Cryptolabis brachyphallus ingår i släktet Cryptolabis och familjen småharkrankar. Inga underarter finns listade i Catalogue of Life.